# Вакцинація проти COVID-19 у Гані
Вакцинація проти COVID-19 у Гані — це кампанія масової імунізації населення Гани проти COVID-19 під час пандемії коронавірусної хвороби. Вакцинація проти COVID-19 розпочалась у країні 1 березня 2021 року після отримання вакцини Oxford—AstraZeneca проти COVID-19 за програмою COVAX. Станом на 6 червня 2021 року в Гані було введено 1230000 доз вакцини.

## Передумови
У 2020 році президент Гани Нана Акуфо-Аддо підписав публічний лист ЮНЕЙДС щодо народної вакцини, який був кампанією із закликом до загального доступу до вакцини проти COVID-19. Він приєднався до інших світових лідерів у написанні відкритого листа, щоб заохотити надання безкоштовних вакцин для всіх людей. Цей лист був опублікований через занепокоєння, що люди в багатших країнах можуть отримати вакцину швидше, ніж у бідних країнах. 12 лютого 2021 року міністр закордонних справ Ширлі Айоркор Ботчвей заявила, що між Ганою, Росією та Китаєм існує домовленість щодо забезпечення вакциною проти COVID-19. За словами представників уряду, Аккра і Кумасі стануть першими місцями, де розпочнеться вакцинація.
24 лютого 2021 року вантаж із 600 тисячами доз вакцини Oxford–AstraZeneca проти COVID-19 від програми COVAX прибув до Аккри, і Гана стала першою країною в Африці, яка отримала вакцини за цією ініціативою. Кампанія вакцинації розпочалася 1 березня 2021 року, після того, як президент Акуфо-Аддо отримав перше щеплення.

### Використані вакцини
| Вакцина            | Схвалення | Застосування   |
| ------------------ | --------- | -------------- |
| Oxford–AstraZeneca | Так       | 1 березня 2021 |
| Спутник V          | Так       | Так            |
| Janssen            | Так       | Ні             |

## Хронологія
1 березня 2021 року Гана розпочала національну програму вакцинації проти COVID-19. До кінця місяця було введено понад півмільйона доз вакцини.
У квітні 2021 року Гана отримала 350 тисяч доз вакцини Oxford-AstraZeneca, які Демократична Республіка Конго не змогла використати до закінчення терміну придатності. До кінця місяця було введено 0,8 мільйона доз.
До кінця травня 2021 року було введено 1,2 мільйона доз вакцини.
До кінця червня 2021 року було введено 1,3 мільйона доз вакцини.
До кінця вересня 2021 року було введено 1,6 мільйона доз вакцини.
У жовтні 2021 року Гана отримала понад 1,5 мільйона доз вакцини Oxford-AstraZeneca від Німеччини та півмільйона доз цієї ж вакцини від Данії, Норвегії та Ісландії. Також вона отримала 1,3 мільйона доз вакцини Pfizer-BioNTech із США. До кінця місяця було введено 3 мільйони доз вакцини. 7 % цільового населення були повністю вакциновані.
До кінця листопада 2021 року було введено 3,2 мільйона доз вакцини. 7 % цільового населення були повністю вакциновані.
До кінця грудня 2021 року було введено 7,8 мільйона доз вакцини. 18 % цільового населення були повністю вакциновані.
До кінця січня 2022 року було введено 9,7 мільйона доз вакцини. 27 % цільового населення були повністю вакциновані.
До кінця лютого 2022 року було введено 12,6 мільйона доз вакцини і повністю вакциновано 4,9 мільйона осіб.
До кінця березня 2022 року було введено 14,2 мільйона доз вакцини і повністю вакциновано 5,1 мільйона осіб.
До кінця квітня 2022 року було введено 13 мільйонів доз вакцини і повністю вакциновано 5,8 мільйона осіб.

## Проведення вакцинації
За запевненнями служби охорони здоров'я Гани, вакцина проти COVID-19 буде безкоштовною для жителів країни. Директор відділу охорони здоров'я Франклін Асієду-Беко повідомив, що вагітним жінкам та дітям до 16 років вакцинація на першому етапі не проводилась. На першому етапі, який мав розпочатися 1 березня 2021 року, вакцинація проводилась працівникам охорони здоров'я, особам 60 років і старшим, особам з хронічними захворюваннями, представникам виконавчої, законодавчої, судової влади та пов'язаному з ними персоналу, персоналу служби безпеки, деяким релігійним лідерам та деяким іншим особам.
1 березня 2021 року першими щеплення зробили президент країни Нана Акуфо-Аддо та віце-президент Бавумія. До 2 березня 2021 року програму вакцинації було запущено в регіоні Ашанті, який був другим регіоном Гани, у якому заплановано проведення вакцинації. Понад 10 000 людей у регіоні були вакциновані до 5 березня 2021 року. Фонд приватного сектору Гани для боротьби з COVID-19 співпрацював з урядом, щоб допомогти в кампанії вакцинації. 6 березня 2021 року вакцинація була проведена співробітникам служб безпеки, зокрема митникам, співробітникам пенітенціарної служби і персоналу адміністрації річки Вольта. Члени парламенту також отримали щеплення. Понад 60300 медичних працівників були вакциновані 11 березня 2021 року у Великій Аккрі, регіоні Ашанті та Центральному регіоні.
Другі дози вакцини AstraZeneca почали вводити 19 травня 2021 року. За кілька днів друге щеплення отримали близько 13600 осіб.